# Жарка-над-Нисою
Жарка-над-Нисою (пол. Żarka nad Nysą) — село в Польщі, у гміні Пенськ Зґожелецького повіту Нижньосілезького воєводства.
Населення — 145 осіб (2011).
У 1975-1998 роках село належало до Єленьоґурського воєводства.

## Демографія
Демографічна структура станом на 31 березня 2011 року:
|          | Загалом | Допрацездатний вік | Працездатний вік | Постпрацездатний вік |
| -------- | ------- | ------------------ | ---------------- | -------------------- |
| Чоловіки | 77      | 15                 | 57               | 5                    |
| Жінки    | 68      | 11                 | 46               | 11                   |
| Разом    | 145     | 26                 | 103              | 16                   |